# 于广华
于广华（？—），中华人民共和国传媒人物，原中央电视台党委书记 、常务副台长，中国电视艺术家协会原常委副主席、秘书长、顾问。